# Son (bouddhisme)
Pour les articles homonymes, voir Son.

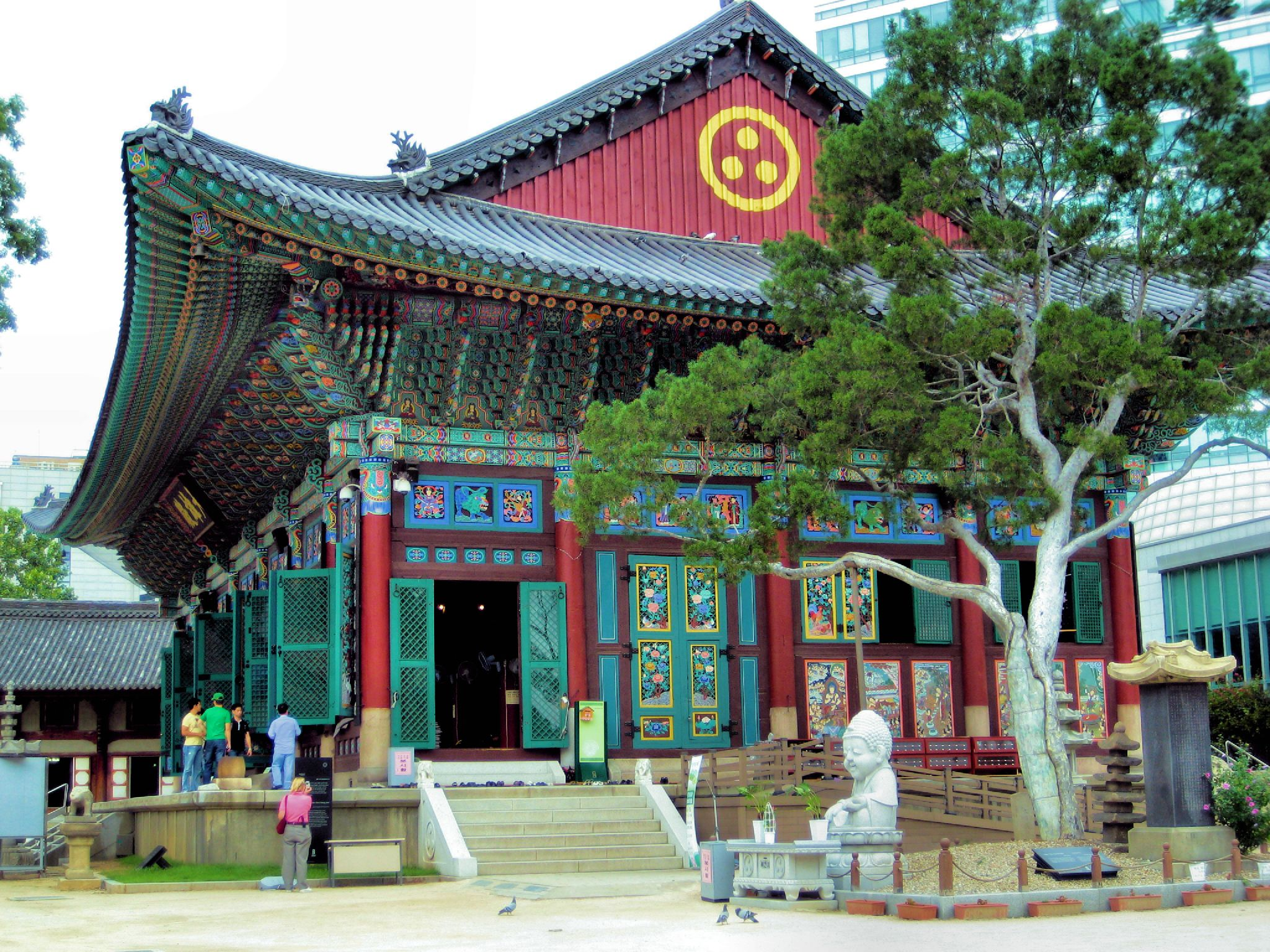
Le Temple Sŏn de Jogyesa à Séoul.

Le Sŏn (ou Seon) est le nom en coréen du bouddhisme chán chinois, appelé thiền au Vietnam et zen au Japon. L'ordre Jogye du bouddhisme coréen en est actuellement son principal représentant. Il aurait été introduit en Corée durant la période Silla (668 — 935). Beomnang (법랑 法朗, Pŏmnang, Peomnang) (632 — 646), serait le premier à y avoir introduit le bouddhisme,, et de là il fut transmis au Japon.
De même que les moines de Shaolin pratiquent un art martial transmis par Bodhidharma, les moines Sŏn continuent de transmettre un art martial « ésotérique » ou encore un « art martial interne » : le Sonmudo (en japonais Zenbudo, en chinois Chán wu tao) ou art martial zen.

### Traductions des œuvres
- Hyesim, Ivresse de brumes, griserie de nuages, trad. du chinois et du sino-corée par Ok-sung Ann Baron, Gallimard, coll. « Connaissance de l'Orient », 2006.

### Études
- [Keown et Prebish 2007] (en) Damien Keown et Charles S. Prebish (Eds.), Encyclopedia of Buddhism, London/New York, Routledge, 2007, 923 p. (ISBN 978-0-415-31414-5), Article « Sŏn Buddhism (Korean Zen) »
- [Mason et Hyewon 2013] (en) David A. Mason et Ven. Hyewon, An Encyclopedia of Korean Buddhism, Séoul, Unjusa, 2013, 650 p. (ISBN 978-8-957-46366-6)
- [Pihl 1995] (en) Marshall R. Pihl, « Koryŏ Sŏn Buddhism and Korean Literature », Korean Studies, vol. 19,‎ 1995, p. 62-82 (lire en ligne)